# Milton (Géorgie)
Pour les articles homonymes, voir Milton.
Milton est une ville de banlieue d'Atlanta dans le Comté de Fulton en Géorgie.
Son nom vient du héros de la guerre révolutionnaire John Milton (en).

## Démographie
| 2010   | - | - | - | - | - |
| ------ | - | - | - | - | - |
| 32 661 | - | - | - | - | - |

Sa population était de 32 661 habitants en 2010.